# Intel Silvermont
Intel Silvermont (а также Airmont) — микроархитектура североамериканской корпорации Intel, использованная в ряде процессоров и систем на кристалле семейств Intel Atom, Celeron и Pentium. Появилась в 2013 году, производилась до 2015 года. Впервые в линейке Atom было применено внеочередное исполнение инструкций. Использует техпроцесс 22 нм. На базе Silvermont было основано 4 группы продуктов:
- Merrifield и Moorefield — система на кристалле, предназначенная для бытовых смартфонов
- Bay Trail — система на кристалле, предназначенная для бытовых интернет-планшетов, гибридных устройств, нетбуков, неттопов, встроенных компьютеров и автомобильных систем.
- Avoton — система на кристалле, предназначенная для создания микросерверов и устройств хранения информации
- Rangeley — система на кристалле для сетевых применений и коммуникационной инфраструктуры.

Объявление о Silvermont произошло в мае 2013 года, по исходным планам начало продаж намечалось на осень-зиму 2013 года. Семейства Avoton и Rangeley были запланированы на вторую половину 2013 года. Первые устройства на Merrifield были представлены в первом полугодии 2014 года.
Airmont является переносом технологий Silvermont на техпроцесс 14 нм. Данная микроархитектура появилась в начале 2015 года и впервые использовалась в процессоре Atom x7-Z8700, использованном в Microsoft Surface 3. В состав систем на базе Airmont входят:
- Braswell — бытовые системы на кристалле для персональных компьютеров
- Cherry Trail — бытовые системы на кристалле для интернет-планшетов.

Наработки Silvermont использовались в измененном и доработанном виде в составе систем Xeon Phi поколения Knights Landing для суперкомпьютерных применений.